# Tipula morrisoni
Tipula morrisoni är en tvåvingeart som beskrevs av Alexander 1915. Tipula morrisoni ingår i släktet Tipula och familjen storharkrankar. Inga underarter finns listade i Catalogue of Life.